# 烘炒

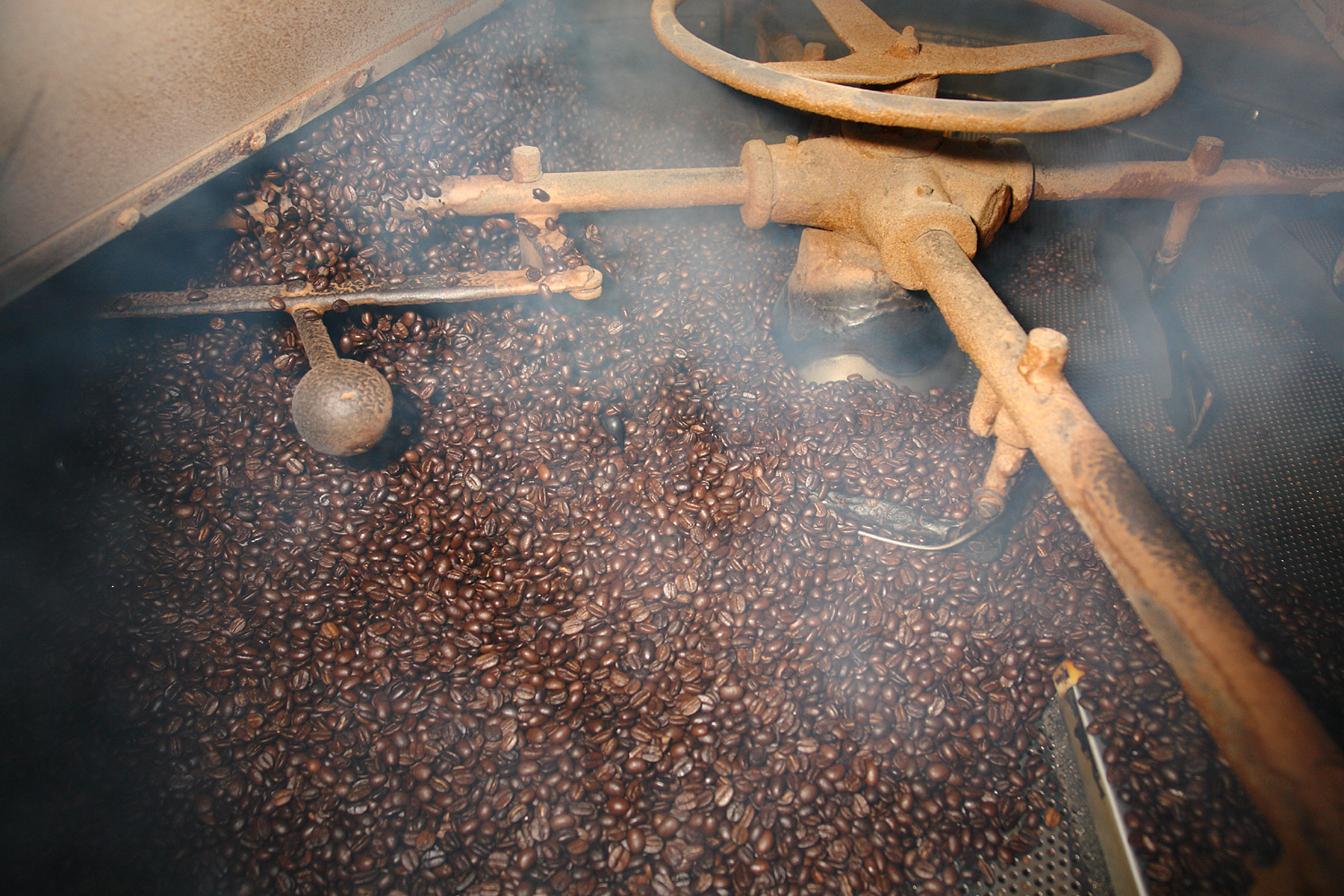
正在烘炒的咖啡豆

烘炒是一種加熱干食品的方法，而且當人們用烘炒這種方法加熱乾燥食品時不能放入油或者水。當人們要加熱坚果和種子等乾燥食品時就會用到烘炒這一方法。人們一般會在平底锅或鑊中烘炒乾燥食品，烘炒会改变食物中蛋白质的化学性质，而且還會增强某些香料的香气和味道。為了確保加熱均勻，在烘炒時要攪動一下食物。